# Ручные пружинные весы
Ручные пружинные весы или  Безмен — ручной прибор для измерения веса, ручной динамометр, обычно предназначенный для бытового применения.
Представляют собой достаточно жёсткую пружину, которая помещается в корпус со шкалой. К пружине прикрепляется стрелка. Пока к пружине не приложено усилие, то есть не подвешен измеряемый груз, она находится в сжатом состоянии. Под действием силы тяжести пружина растягивается, соответственно перемещается по шкале стрелка. На основании положения стрелки можно узнать массу взвешиваемого груза.
Пружинные весы могут оснащаться дополнительно системой вращающихся шестерёнок, что позволяет измерять массу предметов ещё точнее. Последние модели бытовых весов делают электронными.
Как и любые другие весы, ручные пружинные весы измеряют силу; они градуированы с тем, чтобы показывать 1 кг для силы в ~9,81 Н.
Удлинение пружины описывается законом Гука.

## История
Считается, что первые пружинные весы в Британии были сделаны около 1770 года Ричардом Солтером из Билстона, около Вулвергемптона. Он и его племянники Джон и Джордж основали фирму George Salter & Co, ставшую известным производителем весов, которая в 1838 году запатентовала пружинные весы. Они также применили тот же принцип пружинного баланса к предохранительным клапанам паровозов, заменив более ранние дедвейтовые клапаны.

## Галерея

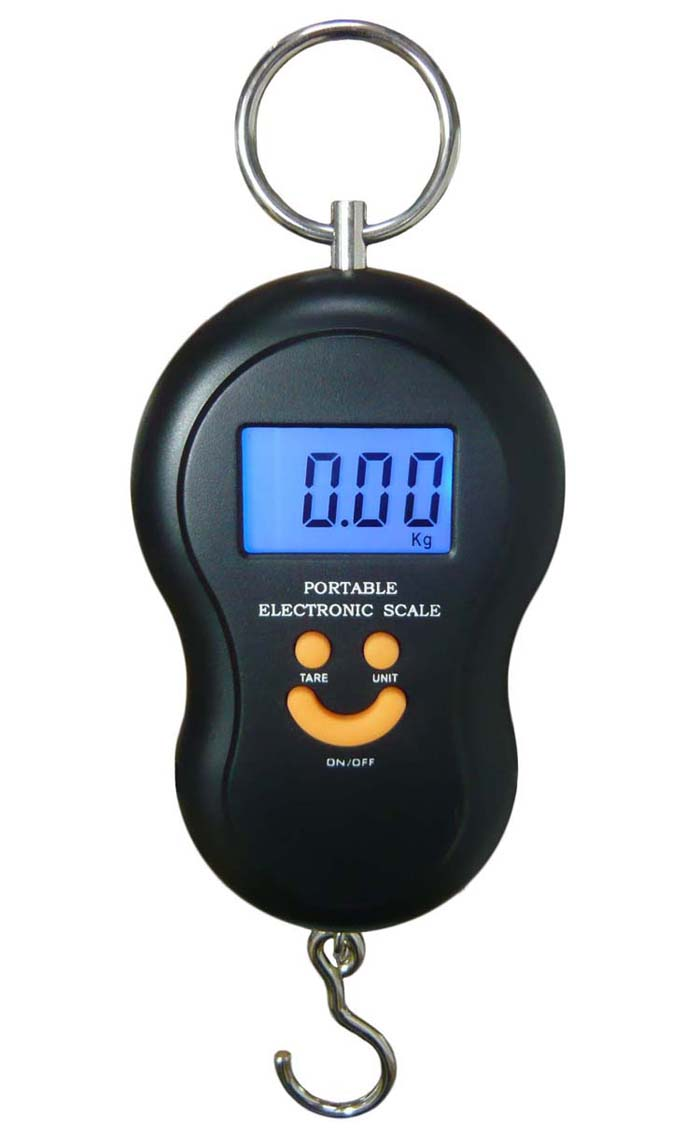
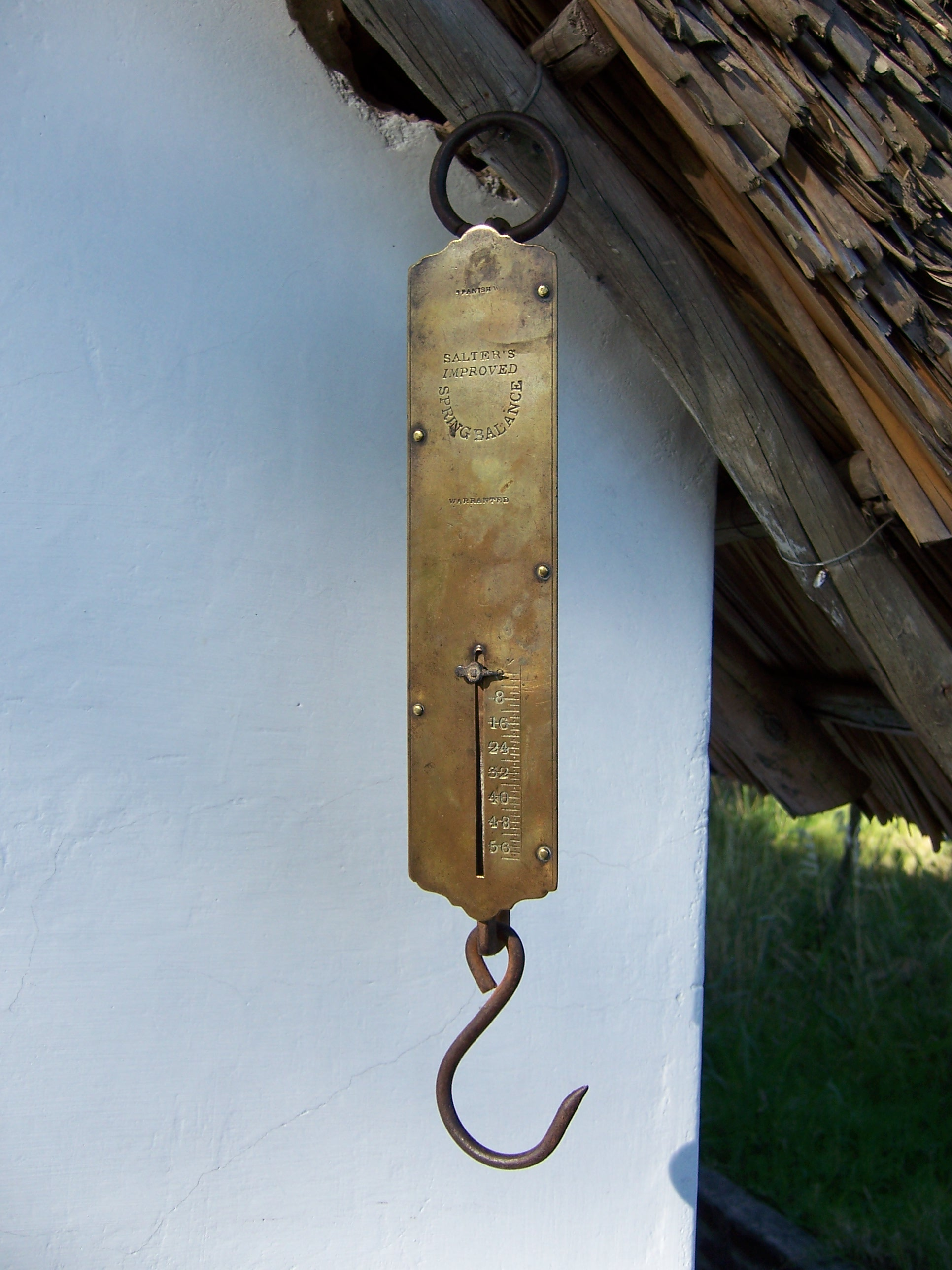
Ручные пружинные весы
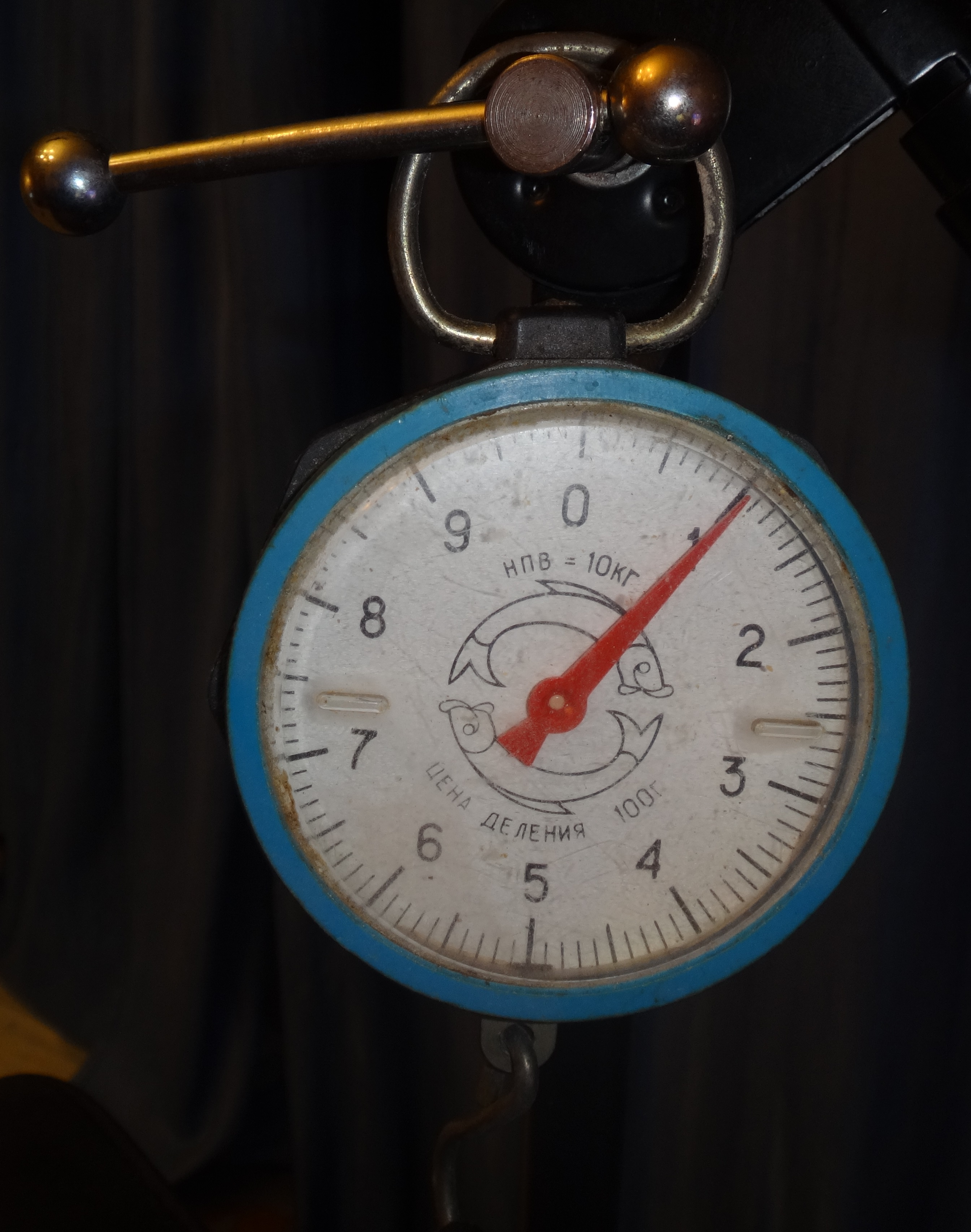
Ручные пружинные весы часового типа